# 上野拳太郎
上野 拳太郎（うえの けんたろう、1994年5月10日 - ）は、ジャパンラグビーリーグワン狭山セコムラガッツに所属するラグビーユニオン選手。

## プロフィール
- 神奈川県出身[1]。
- ポジションはプロップ(PR)。
- 身長 170 cm、体重 107 kg
- ニックネームはこぶし[1]。

## 略歴
2013年、日本大学藤沢高等学校卒業後、日本体育大学ラグビー部に入部。
2017年、日本体育大学卒業後、セコムラガッツに加入。2024年12月22日に行われたジャパンラグビーリーグワン第1節のWG昭島戦にてリーグワン初出場を果たす。